# Себалдебюрен
Себалдебюрен (нід. Sebaldeburen, нід. вимова: [səˌbɑldəˈbyrən]) — село в нідерландській провінції Гронінген. Входить до муніципалітету Вестерквартір.
Його площа становить 5,82км², а населення станом на 2021 рік складало 565 осіб.
Перша згадка про населений пункт датується  13-им сторіччям.

## Галерея

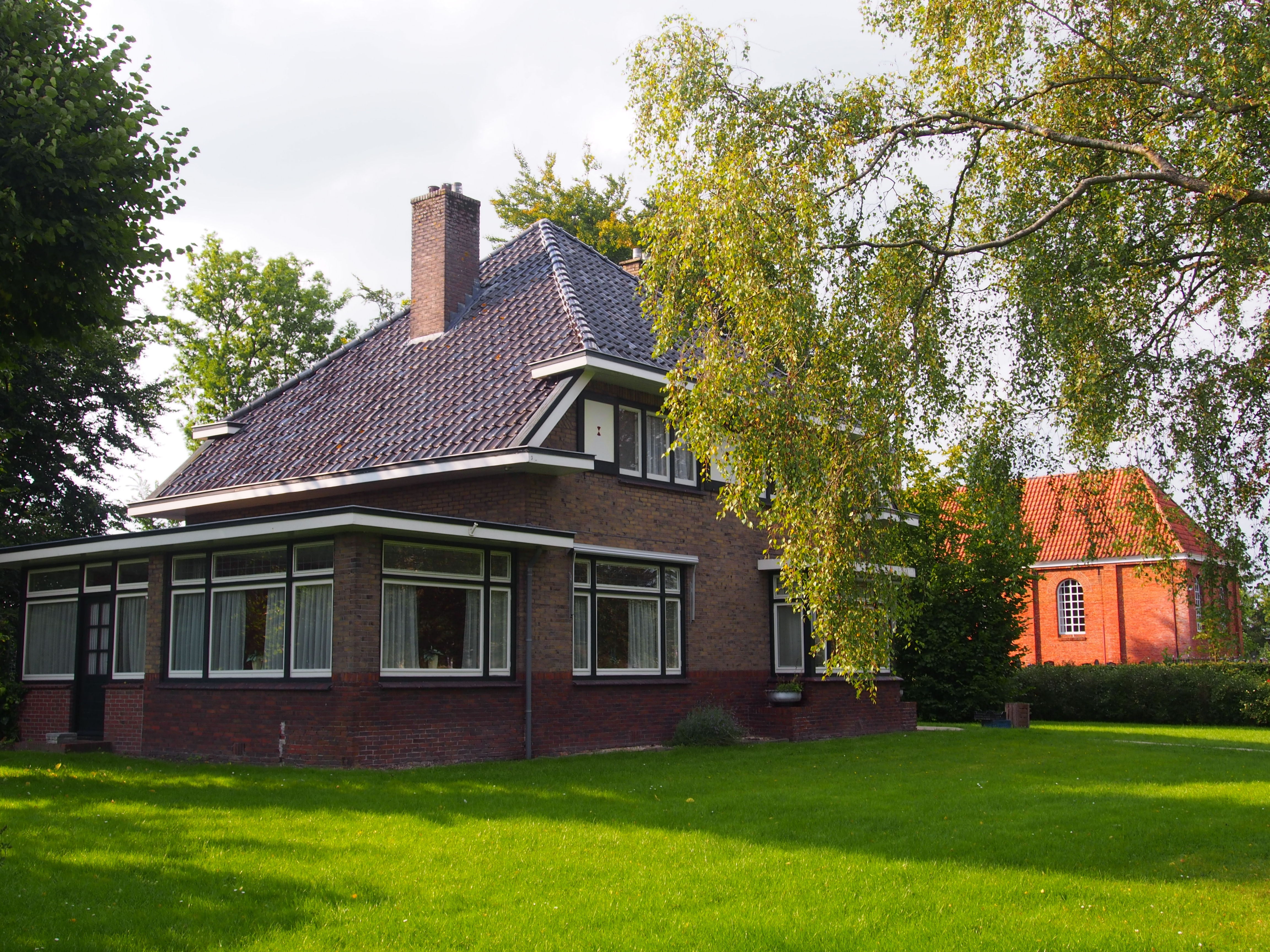
Колишній будинок почту
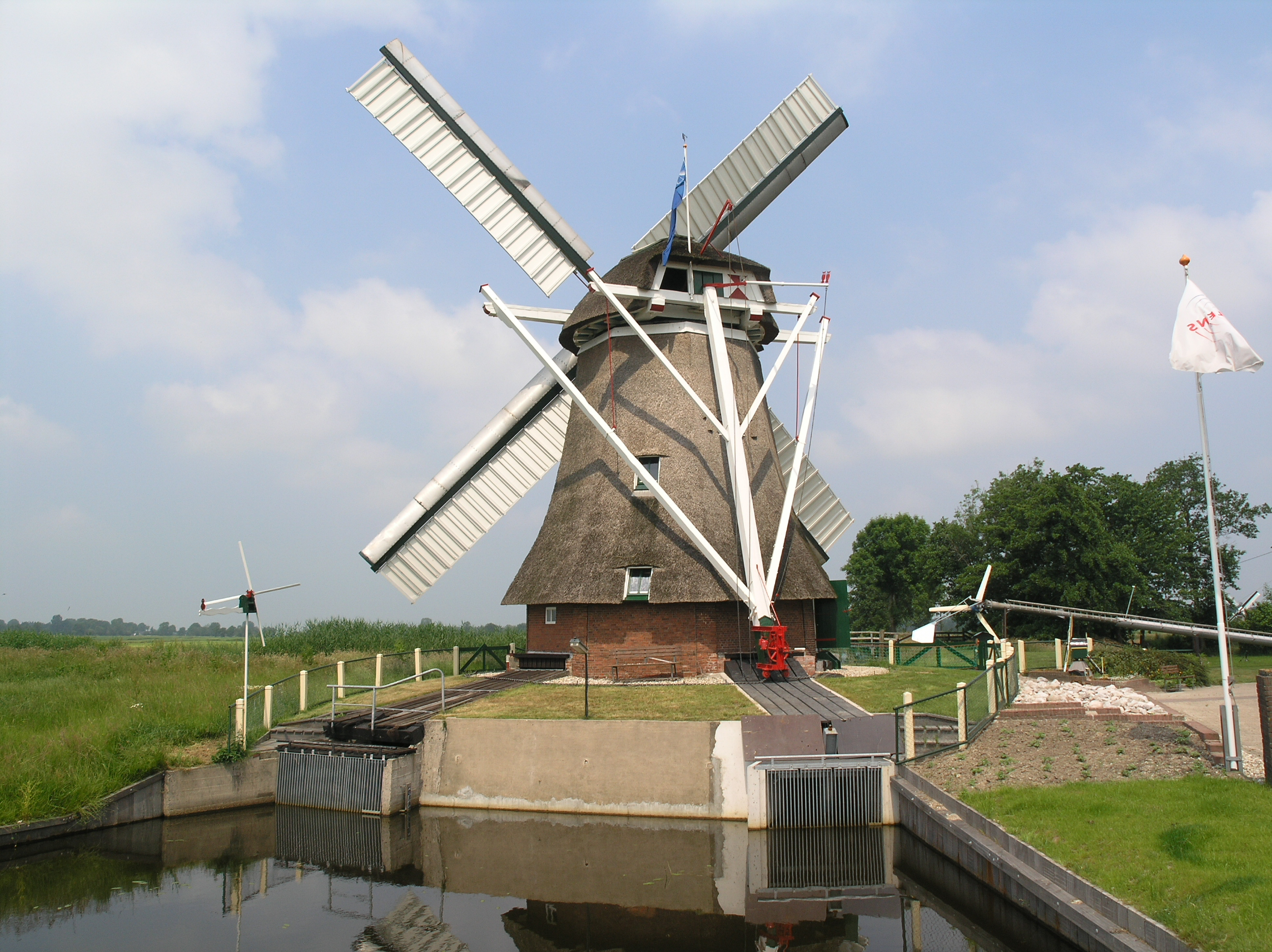
Вітряк